# Erbskopf (Naturschutzgebiet)
Koordinaten: 50° 38′ 54″ N, 10° 53′ 28″ O
Das Naturschutzgebiet Erbskopf liegt im Ilm-Kreis in Thüringen. Das Gebiet erstreckt sich nordöstlich von Stützerbach, einem Ortsteil der Stadt Ilmenau. Westlich des Gebietes erhebt sich der 738 Meter hohe Nördliche Erbskopf und verläuft die Kreisstraße K 56, am östlichen Rand des Gebietes fließt die Schorte, ein rechter Nebenfluss der Ilm. Südlich erstreckt sich das rund 734 ha große Landschaftsschutzgebiet Erbskopf – Marktal und Morast – Gabeltäler (siehe Liste der FFH-Gebiete in Thüringen#Tabelle).

## Bedeutung
Das rund 23,9 ha große Gebiet mit der Kennung 113 wurde im Jahr 1961 unter Naturschutz gestellt.